# Josebel Palmeirim
Josebel Guimarães Palmeirim (23 de julho de 1946) é um ex-árbitro de voleibol e atual presidente da Comissão Brasileira de Arbitragem de Voleibol (COBRAV) e membro da Comissão de Arbitragem da Federação Internacional de Voleibol, a FIVB.
Seu maior marco foi ter sido escalado para apitar a final olímpica de Sydney 2000 entre Cuba e Rússia no voleibol feminino. É considerado o melhor árbitro brasileiro de voleibol de todos os tempos [carece de fontes?].

## Títulos e premiações
- Emérito da federação de voleibol do Rio de Janeiro – 1994.
- Benemérito da federação de voleibol do Rio de Janeiro  – 2001.
- Emérito da CBV – 2003.
- Benemérito da CBV – 2003.